# Capmany
Capmany è un comune spagnolo di 490 abitanti situato nella comunità autonoma della Catalogna.